# South Western Nova
South Western Nova fut une circonscription électorale fédérale de Nouvelle-Écosse. La circonscription fut représentée de 1968 à 1979.
La circonscription a été créée d'abord en 1966 avec des parties de Digby—Annapolis—Kings et de Shelburne—Yarmouth—Clare. Abolie en 1976, elle fut redistribuée parmi South Shore et South West Nova.

## Géographie
En 1966, la circonscription de South Western Nova comprenait:
- Les comtés de Digby et de Yarmouth
- La municipalité de Barrington dans le comté de Shelburne
- Une partie du comté d'Annapolis

## Députés
1. 1968-1972 — Louis-Roland Comeau, PC
2. 1972-1974 — Charlie Haliburton, PC
3. 1974-1979 — Coline Campbell, PLC

- PC = Parti progressiste-conservateur
- PLC = Parti libéral du Canada